# Trichinosis
Trichinosis là một bệnh ký sinh trùng gây ra bởi giun tròn thuộc loại Trichinella.  Trong quá trình nhiễm trùng ban đầu, sự xâm lấn của giun vào ruột có thể dẫn đến tiêu chảy, đau bụng và nôn mửa.  Sự di chuyển của ấu trùng đến cơ bắp, xảy ra khoảng một tuần sau khi bị nhiễm bệnh, có thể gây sưng mặt, viêm lòng trắng mắt, sốt, đau cơ và phát ban.  Nhiễm trùng nhỏ có thể không có triệu chứng.  Các biến chứng có thể bao gồm viêm cơ tim, liên quan đến hệ thần kinh trung ương và viêm phổi.
Trichinosis chủ yếu lây lan khi thịt chưa nấu chín có chứa u nang Trichinella được ăn vào. Thông thường đây là thịt lợn, nhưng cũng có thể xảy ra từ thịt gấu và thịt chó. Một số loại phụ của Trichinella có thể gây bệnh, trong đó T. spiralis là phổ biến nhất.  Sau khi được ăn, ấu trùng được giải phóng khỏi u nang trong dạ dày.  Sau đó chúng xâm chiếm thành ruột non, nơi chúng phát triển thành giun trưởng thành.  Sau một tuần, con cái giải phóng ấu trùng mới di chuyển đến các cơ bắp được kiểm soát tự nguyện, nơi chúng hình thành các u nang.  Chẩn đoán thường dựa trên các triệu chứng và được xác nhận bằng cách tìm kháng thể đặc hiệu trong máu hoặc ấu trùng trên sinh thiết mô.
Cách tốt nhất để ngăn ngừa bệnh Trichinosis là nấu chín hoàn toàn thịt.  Một nhiệt kế thực phẩm có thể xác minh rằng nhiệt độ bên trong thịt đủ cao để tiêu diệt ký sinh trùng. Nhiễm trùng thường được điều trị bằng thuốc chống ký sinh trùng như albendazole hoặc mebendazole.  Điều trị nhanh chóng có thể tiêu diệt giun trưởng thành và do đó ngăn chặn các triệu chứng tồi tệ hơn.  Cả hai loại thuốc này đều được coi là an toàn, nhưng có liên quan đến các tác dụng phụ như ức chế tủy xương.  Việc sử dụng chúng trong khi mang thai hoặc ở trẻ em dưới 2 tuổi được nghiên cứu kém, nhưng dường như an toàn.  Điều trị bằng steroid đôi khi cũng được yêu cầu trong trường hợp nghiêm trọng. Nếu không điều trị, các triệu chứng thường hết trong vòng ba tháng.
Trên toàn thế giới, khoảng 10 nghìn ca nhiễm trùng xảy ra một năm. Ít nhất 55 quốc gia bao gồm Hoa Kỳ, Trung Quốc, Argentina và Nga gần đây đã ghi nhận các ca bệnh.  Trong khi bệnh xảy ra ở vùng nhiệt đới, nó ít phổ biến hơn ở đó.  Tỷ lệ mắc bệnh Trichinosis ở Hoa Kỳ đã giảm từ khoảng 400 trường hợp mỗi năm trong những năm 1940 xuống còn 20 hoặc ít hơn mỗi năm trong những năm 2000. Nguy cơ tử vong do nhiễm trùng là thấp.